# Дзугаев, Коста Георгиевич
Коста́ Гео́ргиевич Дзуга́ев (род. 24 апреля 1956, Цхинвал) — южноосетинский государственный и политический деятель. Бывший Председатель Парламента Республики Южная Осетия. Кандидат философских наук, доцент кафедры философии ЮОГУ.

## Биография
Родился 24 апреля 1956 года в г. Сталинире (ныне — Цхинвал) Юго-Осетинской автономной области Грузинской Советской Социалистической Республики Союза Советских Социалистических Республик, в семье известного осетинского писателя, одного из основоположников осетинской литературы Дзугаева Георгия Хасакоевича. Мать — Калоева Фатима Алихановна — родом из Северной Осетии, преподаватель Юго-Осетинского художественного училища им. М. Туганова.
В 1963 году начал учёбу в Цхинвальской средней школе № 3, в 1971 году перевёлся в математический класс Цхинвальской средней школы № 6. По окончании школы поступил в 1973 году на физико-математический факультет Юго-Осетинского государственного педагогического института. Активно участвовал в студенческой жизни, являлся руководителем студенческого научного общества, неоднократно выступал с научными докладами.
Параллельно окончил Цхинвальскую музыкальную школу, в 1971—1975 гг. окончил Цхинвальское музыкальное училище по классу фортепиано с рекомендацией продолжить образование в Московской консерватории.
По окончании в 1979 году ЮОГПИ работал преподавателем физики и математики в Кировской средней школе Дзауского района ЮОАО, затем в музыкальной студии Цхинвальской средней школы № 12.
С 1980 по 1982 год служил в вооружённых силах СССР артиллеристом в Забайкальском военном округе, на испытаниях военной техники в Средней Азии, затем в Москве на одном из стратегических объектов.
В 1983 году работал заместителем директора Цхинвальского музыкального училища по идейно-воспитательной работе.
С 1984 года — преподаватель кафедры философии ЮОГПИ.
В 1985—1988 гг. — аспирант кафедры диалектического материализма Киевского государственного университета им. Т. Г. Шевченко.
Защитил кандидатскую диссертацию по теме «Самоорганизация как сущностный механизм прогрессивного развития», являющейся передовым краем научного философского поиска в русле формирования принципиально новой интегративной парадигмы — парадигмы самоорганизации. Научными руководителями К. Г. Дзугаева были доктора философских наук, профессора О. И. Кедровский и В. И. Кузнецов.
Вернувшись в Южную Осетию, К. Г. Дзугаев с 1989 года работает старшим преподавателем кафедры философии, проректором по идейно-воспитательной (затем — научной) работе. Под его руководством в 1990 году был осуществлён первый и единственный выезд летнего студенческого отряда ЮОГПИ за рубеж — в Болгарию.
23 ноября 1989 года, К. Г. Дзугаев приостановил свою научную деятельность. Начинается его общественно-политическая деятельность. В составе руководства Юго-Осетинского областного комитета Ленинского коммунистического союза молодёжи К. Г. Дзугаев вёл активную работу по миротворчеству в молодёжной среде, профилактике межнациональной напряжённости, переходу комсомола к новым формам деятельности, соответствующим складывающимся историческим реалиям.
С 6 января 1991 года, К. Г. Дзугаев встаёт в ряды защитников Южной Осетии. После ввода в Южную Осетию трёхсторонних миротворческих сил 14 июля 1992 года Дзугаев с соратниками приступает к мирному строительству провозглашённой Республики Южная Осетия.
В 1994 году он избран депутатом Верховного Совета (Государственного Ныхаса) РЮО, где возглавил ключевой комитет по законодательству, законности и правам человека. С 1996 по 1999 годы, после перехода к президентской форме власти, был избран Председателем Парламента РЮО.
Работал Государственным советником Президента РЮО Л. А. Чибирова, Председателем государственного комитета информации и печати Южной Осетии. Состоял членом Центральной избирательной комиссии РЮО.
С 1995 по 1999 годы К. Г. Дзугаев возглавлял югоосетинскую делегацию на переговорах по урегулированию грузино-осетинского конфликта. Под его руководством в деле урегулирования был достигнут значительный прогресс, что было признано всеми сторонами и наблюдателями процесса. Подготовленный К. Г. Дзугаевым (от юго-осетинской стороны в конфликте) и подписанный в мае 1996 года в Кремле Меморандум о мерах по безопасности и доверию между сторонами в конфликте явился уникальным прорывным документом урегулирования, не имеющим аналогов в других «точках» Кавказа и в Приднестровье.
Политическая деятельность К. Г. Дзугаева осуществлялась в сложных условиях внешнего и внутреннего противоборства различных политических сил, однако неизменной оставалась его установка на единение всех здоровых сил югоосетинского общества, укрепление общедемократических традиций и культуры политического процесса. Его общественная деятельность разнообразна и эффективна. Работал сопредседателем Комитета содействия социально-экономическому развитию ЮОАО (1989—1990 гг.); участвовал в работе и впоследствии возглавлял Фонд «Возрождение Юго-Осетии» (1991—1994 гг.), сыгравший большую роль в государственном строительстве самоопределившейся Республики Южная Осетия; издавал влиятельную негосударственную газету «Вестник Южной Осетии», распространявшуюся в осетинских общинах крупнейших городов России, а также во Франции, Турции, Грузии, США и др. ; возглавлял неправительственную организацию Центр информационных технологий «Интеллектуальные ресурсы», реализовавшую, в частности, проект по созданию первой в РЮО негосударственной радиостанции «Наша волна». В настоящее время является президентом Фонда поддержки молодёжных программ «Фаранк» («Барс»).
В 2001 году К. Г. Дзугаев вернулся на полный штат Юго-Осетинского государственного университета им. А. Тибилова, связи с которым не терял все эти годы, и начал работу над научным осмыслением и оформлением наработанного исторического, политологического и философского материала.
- С 2003 по 2006 гг. К. Г. Дзугаев — докторант кафедры политологии Северо-Осетинского государственного университета им. К. Л. Хетагурова, где подготовил докторскую диссертацию по теме «Политическая самоорганизация южных осетин как часть национального государственного развития», научный консультант — доктор исторических наук, профессор, Заслуженный деятель науки Республики Северная Осетия — Алания и Республики Южная Осетия В. Д. Дзидзоев.

К 2008 году К. Г. Дзугаев достиг поста Государственного советника Президента РЮО. В ходе Войны в Грузии 2008 года он состоял в рядах боевых подразделений, защищавших Цхинвал до подхода российских войск.
Ныне[когда?] Коста Дзугаев — доцент кафедры философии историко-юридического факультета Юго-Осетинского государственного университета имени А.A. Тибилова.

## Семейное положение
Женат, супруга Парастаева Фатима Томаевна. Имеет сына Батрадза и дочь Дзерассу.

## Научная деятельность
Преподавательская деятельность К. Г. Дзугаева снискала высокий авторитет у студенчества и коллег по кафедре. Он преподавал базовый курс философии, конфликтологию, культурологию, риторику, актуальные проблемы науки и журналистики, историю политических и правовых учений; особо следует выделить преподавание этики — предмета, который он сделал одним из наиболее увлекательных для студентов. Им прочитано также несколько спецкурсов, в том числе для студентов философского факультета ЮОГУ. Под его руководством подготовлены студенческие доклады на конференциях в ЮОГПИ-ЮОГУ.
Он оказался востребован в качестве эксперта по югоосетинской проблематике, его экспертные научные работы публикуются в Москве и городах России, ряде стран ближнего и дальнего зарубежья. К. Г. Дзугаев приглашается на региональные, национальные (всероссийские) и международные конференции, где выступает с докладами, научными сообщениями и публикуется.
Научные интересы К. Г. Дзугаева сосредоточены на остро актуальной для РЮО проблематике её политического становления, урегулирования грузино-осетинского конфликта, осетино-осетинской интеграции. Вместе с тем он разрабатывает проблемы Универсальной истории, глубоко исследуя и интерпретируя результаты смежных наук по прогнозированию глобального эволюционного кризиса. При этом все его конкретно-научные изыскания основаны на прочном философском фундаменте учения диалектики и её современной экспликации — теории самоорганизации. Научные заслуги К. Г. Дзугаева по достоинству оценены — ему присвоено почётное звание Заслуженного деятеля науки Республики Южная Осетия.
К. Г. Дзугаев известен также как автор художественных произведений, в том числе романа «Огнестрельное оружие» о событиях новейшей истории Южной Осетии, научно-фантастического романа «Прометей, добрый бог», множества публицистических статей, а также как переводчик художественных произведений с осетинского языка на русский.

## Награды
- Медаль «10 лет Республике Южная Осетия»
- Именное оружие
- Медаль им. И. Ильина общероссийской организации «Россия православная»
- Орден И. В. Сталина северо-осетинской общественной организации «Сталинисты».